# 2022년 동계 올림픽 스피드스케이팅 여자 3000m
2022년 동계 올림픽 스피드스케이팅 여자 3000m 경기는 2022년 2월 5일 중화인민공화국 베이징 국가 스피드 스케이팅 체육장에서 열렸다. 경기 결과 네덜란드의 이레너 스하우턴이 개인 첫 금메달을 차지하였으며, 동시에 20년 만에 올림픽 기록을 경신하였다. 이탈리아의 프란체스카 롤로브리지다가 은메달을, 캐나다의 이자벨 웨이드먼이 동메달을 차지했다. 두 선수 모두 이번이 첫 올림픽 메달이다. 롤로브리지다 선수는 이탈리아 최초로 여자 스피드스케이팅 메달을 차지하는 영광을 안았다.
지난 대회 우승자는 카를레인 아흐테레이크터였으며, 은메달리스트는 이레인 뷔스트로 2006년·2014년 올림픽 2관왕을 차지한 바 있었다. 동메달은 안토이네터 더용이 차지하였다. 세 선수 모두 이번 대회 출전권을 획득하였으나 뷔스트 선수는 3000m 종목에 출전하지 않기로 결정했다. 더용 선수는 2021년 세계 종목별 스피드스케이팅 선수권 대회 3000m 종목에서 우승을 차지했고, 은메달은 2010년 올림픽 챔피언이자 세계기록 보유자인 마르티나 사블리코바가, 동메달은 이레너 스하우턴이 차지하였다. 올림픽 직전 열린 2021-22년 ISU 스피드스케이팅 월드컵의 3개 경기에서는 이자벨 와이더만이 선두를 달렸으며 랑네 비클룬트, 이레너 스하우턴, 프란체스카 롤로브리지다가 뒤를 이었다. 시즌 최고 기록은 스하우턴 선수가 2021년 12월 3일 미국 솔트레이크시티 경기에서 세운 3분 52초 89이다.
1조는 2002년 올림픽 우승자이자 올림픽 기록 보유자 클라우디아 페흐슈타인이 만 49세의 나이로 노장 투혼을 펼쳐 주목을 받았으나 메달권에는 들지 못했다. 3조에서는 네덜란드의 아흐테레이크터와 일본의 다카기 미호가 맞붙었으나 다카기 미호가 앞서면서 아흐테레이크터 선수는 올림픽 챔피언 자리에서 물러나게 되었다. 1위를 유지하던 다카기 선수의 기록은 8조의 사블리코바 선수가 경신하였으며, 아흐테레이크터 선수는 3위를 줄곧 유지한 채 나머지 두 조 경기가 진행됐다. 9조에서 웨이드먼이 4분 미만의 기록을 처음으로 내면서 사블리코바가 2위로 밀려나게 되었고, 비클룬트 선수는 3위 자리를 새로 차지하였다. 마지막조에서 스하우턴과 롤로브리지다 선수 모두 웨이드먼의 기록을 경신하였고, 웨이드먼은 3위로 내려앉았다.

## 예선
여자 3000m에는 총 20명의 선수가 진출할 수 있으며, 한 국가당 최대 3명까지 출전하도록 되어 있다. 2021-22 ISU 스피드스케이팅 월드컵에서 상위 14위에 오른 선수들이 우선 출전권을 부여받고, 나머지 출전권을 부여받지 못한 선수들의 순위를 따져 상위 6위까지 부여하게 된다. 선수 3명을 모두 내보내는 국가는 월드컵 랭킹만을 기준으로 선정하게 된다.
2021년 7월 1일 올림픽 출전 기준기록이 발표되었는데 4분 12초 00으로, 지난 2018년 평창 때와 동일했다. 각 선수들은 국제빙상연맹 (ISU)이 공인한 대회에 출전해 해당 기록을 달성해야 하며, 기한은 2021년 7월 1일부터 2022년 1월 16일까지이다.

## 기록
경기가 열리기 전의 세계 기록과 올림픽 기록, 트랙 레코드는 다음과 같다.
| 유형 | 선수                        | 기록    | 장소                | 날짜            |
| ---- | --------------------------- | ------- | ------------------- | --------------- |
|      | 마르티나 사블리코바 (CZE)   | 3:52.02 | 미국 솔트레이크시티 | 2019년 3월 9일  |
|      | 클라우디아 페흐슈타인 (GER) | 3:57.70 | 미국 솔트레이크시티 | 2002년 2월 20일 |

이번 대회에서 다음과 같은 올림픽 신기록이 세워졌다.
| 날짜    | 조   | 선수            | 국가     | 기록    | 유형   |
| ------- | ---- | --------------- | -------- | ------- | ------ |
| 2월 5일 | 10조 | 이레너 스하우턴 | 네덜란드 | 3:56.93 | OR, TR |

## 결과
| 순위 | 조 | 레인 | 이름                    | 국가                 | 시간    | 차이   | 비고 |
| ---- | -- | ---- | ----------------------- | -------------------- | ------- | ------ | ---- |
| 1    | 10 | O    | 이레너 스하우턴         | 네덜란드             | 3:56.93 |        | OR   |
| 2    | 10 | I    | 프란체스카 롤로브리지다 | 이탈리아             | 3:58.06 | +1.13  |      |
| 3    | 9  | I    | 이자벨 웨이드먼         | 캐나다               | 3:58.64 | +1.71  |      |
| 4    | 8  | I    | 마르티나 사블리코바     | 체코                 | 4:00.34 | +3.41  |      |
| 5    | 9  | O    | 랑네 비클룬트           | 노르웨이             | 4:01.44 | +4.51  |      |
| 6    | 3  | I    | 다카기 미호             | 일본                 | 4:01.77 | +4.84  |      |
| 7    | 3  | O    | 카를레인 아흐테레이크터 | 네덜란드             | 4:02.21 | +5.28  |      |
| 8    | 6  | O    | 안토이네터 더용         | 네덜란드             | 4:02.37 | +5.44  |      |
| 9    | 6  | I    | 사토 아야노             | 일본                 | 4:03.40 | +6.47  |      |
| 10   | 4  | O    | 예브게니아 랄렌코바     | 러시아 올림픽 위원회 | 4:03.42 | +6.49  |      |
| 11   | 5  | O    | 나탈랴 보로니나         | 러시아 올림픽 위원회 | 4:03.84 | +6.91  |      |
| 12   | 5  | I    | 발레리 말테             | 캐나다               | 4:04.27 | +7.34  |      |
| 13   | 2  | O    | 나데즈다 모로조바       | 카자흐스탄           | 4:04.97 | +8.04  |      |
| 14   | 8  | O    | 이바니 블론딘           | 캐나다               | 4:06.40 | +9.47  |      |
| 15   | 7  | O    | 한메이                  | 중화인민공화국       | 4:07.74 | +10.81 |      |
| 16   | 7  | I    | 마리나 주예바           | 벨라루스             | 4:08.70 | +11.77 |      |
| 17   | 1  | I    | 아허나얼 아다커         | 중화인민공화국       | 4:12.28 | +15.35 |      |
| 18   | 4  | I    | 니콜라 즈드라할로바     | 체코                 | 4:13.13 | +16.20 |      |
| 19   | 2  | I    | 미아 킬버그             | 미국                 | 4:13.42 | +16.49 |      |
| 20   | 1  | O    | 클라우디아 페흐슈타인   | 독일                 | 4:17.16 | +20.23 |      |

- i : 안쪽 레인(인 코스)에서 출발.
- o : 바깥쪽 레인(아웃 코스)에서 출발.

## 범례
|  | 세계 신기록                  |  |                   | 아프리카 신기록 |                      | Q | 예선 통과 |
|  | 올림픽 신기록                |  | 북아메리카 신기록 | DNS             | 경기를 시작하지 않음 |   |           |
|  |                              |  | 아시아 신기록     | DNF             | 경기를 마치지 않음   |   |           |
|  | 국가 신기록                  |  | 유럽 신기록       | DSQ             | 실격                 |   |           |
|  | 개인 최고 기록 (개인 신기록) |  | 오세아니아 신기록 | WD              | 기권                 |   |           |
|  | 시즌 최고 기록 (시즌 신기록) |  | 남아메리카 신기록 | NM              | 기록 없음            |   |           |